# François Jacques
François Jacques – szwajcarski strzelec, mistrz świata.
Był związany z miejscowością Fleurier. 
Podczas swojej kariery Jacques zdobył dwa medale na mistrzostwach świata, obydwa na turnieju w 1905 roku. Wywalczył złoto w karabinie dowolnym w trzech postawach z 300 m drużynowo (skład drużyny: Alfred Grütter, François Jacques, Jean Reich, Louis Richardet, Konrad Stäheli), oraz srebro w pistolecie dowolnym z 50 m drużynowo (skład drużyny: Mathias Brunner, François Jacques, Karl Hess, Louis Richardet, Konrad Stäheli). W obu konkurencjach uzyskiwał czwarty rezultat w szwajcarskiej drużynie.

## Medale mistrzostw świata
Opracowano na podstawie materiałów źródłowych:
| Mistrzostwa   | Konkurencja                                     | Wynik                                         | Miejsce |
| ------------- | ----------------------------------------------- | --------------------------------------------- | ------- |
| Bruksela 1905 | Karabin dowolny, trzy postawy, 300 m, drużynowo | 4737 pkt. (druż.) 932 pkt. ind. (324–319–289) |         |
| Bruksela 1905 | Pistolet dowolny, 50 m, drużynowo               | 2393 pkt. (druż.) 474 pkt. (ind.)             |         |